# Українська мова в СРСР
У цій статті в хронологічному порядку подано головні події, що стосуються української мови з 1919 по 1991 на території УСРР, УРСР та загалом в СРСР.
- 9 березня 1919 року — Третій З'їзд Рад (УСРР) прийняв постанову про викладання в школах української мови, історії та географії України[1].
- 3 грудня 1919 року — за поданням Володимира Леніна прийнято резолюцію ЦК РКП(б) і VIII конференції РКП(б) «Про радянську владу на Україні». Основою цієї постанови були «Тези з українського питання» Християна Раковського, де обґрунтовано неодмінність дальшого існування УСРР як формально незалежного державного утворення, проте за умови об'єднання в одному центрі оборонного й господарчого апарату. Ленін виніс тези на розгляд від свого імені. Документ містив пункт, від якого пізніше почалася політика коренізації: члени РКП(б) на території України повинні на ділі проводити право трудящих мас вчитися та говорити в усіх радянських установах рідною мовою.
- 1920 рік — у Києві надруковано «Російсько-український медичний словник. Матеріяли до Української медичної термінології» за редакцією М. Галина. (Перевидано в Києві 1994 року.) У Катеринославі надруковано «Словник української мови» Дмитра Яворницького (т. I, А-К, близько 8 200 слів), що мав бути доповненням до «Словаря української мови» Бориса Грінченка і містив лише слова, що їх в цьому словнику не було, або що мали інші значення.
- 4 травня 1920 року — постанова Наркомату Освіти УСРР про викладання українських дисциплін у вчительських семінаріях і на вчительських курсах.
- 21 вересня 1920 року — Рада Народних Комісарів УСРР ухвалила декрет про українську мову. Українську мову запроваджено як предмет у школах і введено до вживання в державних закладах та установах.
- 29 листопада 1920 року — спільне зібрання Академії наук схвалило «Найголовніші правила українського правопису» (доповнені й упорядковані, здебільшого Агатангел Кримським). Правила затвердив народний комісар освіти УСРР Григорій Гринько. 1921 року правопис видано в Києві окремою брошурою.
- 3 березня 1921 року — П'ятий з'їзд Рад схвалив роботу Народного Комісаріяту Освіти (НКО), спрямовану на усунення національної ворожнечі і на розвиток української мови як мови більшості трудящих України.
- 30 травня 1921 року — на спільному Зібранні Української Академії Наук затверджено створення «Інституту Української Наукової Мови» (ІУНМ).
- 31 жовтня 1921 року — Всеукраїнська православна церковна рада проголосила створення Української Автокефальної Православної Церкви. Першим єпископом УАПЦ став протоієрей Василь Липківський. Однією з головних ознак УАПЦ стала рідна мова в усіх ділянках конфесійного життя. Українська літературна мова залунала в храмах.
- 1922 рік — на початку року ліквідовано усі «Просвіти» в Україні[джерело?] (на червень 1921 року — 4822 товариства, читальні, будинки «Просвіти»). Ліквідація «Просвіт» на Кубані, в Зеленому Клину та в інших місцях проживання українців.
- 13 березня 1922 року — набрав чинності «Кримінально-процесуальний кодекс», де в ст. SS22[уточнити] сказано, що легальні процеси провадяться однією з двох державних мов, українською або російською.
- Осінь 1922 року — другий секретар КП(б)У Дмитро Лебідь висунув теорію «боротьби двох культур»: російської — революційної, передової, пролетарської і міської та української — контрреволюційної, відсталої й сільської[джерело?].
- 22 листопада 1922 року — ВУЦВК затвердив «Кодекс законів про народну освіту» в УСРР, де сказано: «Українська мова як мова більшости населення України, особливо на селі, і російська мова як мова більшости населення в містах і загальносоюзна мова, мають в УСРР загальнодержавне значення і повинні викладатися у всіх навчально-виховних закладах Української Соціялістичної Радянської Республіки.»
- 17-25 квітня 1923 року — ХІІ з'їзд РКП(б) прийняв резолюцію з національного питання. Проголошено політику коренізації партійно-державного апарату в неросійських республіках. В Україні ця політика набрала форми «українізації».
- 22 червня 1923 року — напередодні та під час роботи пленуму ЦК КП(б)У українська меншість партії боролася за активне впровадження політики українізації у щоденне життя; зокрема висунуто вимогу визнати українську мову, нарівні з російською, державною мовою в Україні. На засіданні прелімінарної комісії ця пропозиція пройшла більшістю голосів попри протести Григорія Петровського та Михайла Фрунзе, проте на загальній сесії її відкинули і термін «державна мова» замінили на «дві загальновживані мови».
- 27 липня 1923 року — Декрет РНК УРСР «Про заходи у справі українізації шкільно-виховних і культурно-освітніх установ».
- 1 серпня 1923 року — постанова ВУЦВК та РНК УРСР «Про заходи забезпечення рівноправності мов і про допомогу розвиткові української мови». В ній сказано: «Мови всіх національностей, що є на території України, оголошуються рівноправними. [...] Відповідно до переважного числа населення, що говорить українською мовою, вибрати, як переважаючу для офіціальних зносин, українську мову. Діловодство в губерніальних і окружних органах провадиться переважно українською мовою, за винятком тих місцевостей, де абсолютна або відносна більшість населення належить до іншої національності.»
- 1924 рік — у Києві видано «Нариси з історії української мови» Олексій Шахматова та Агатангел Кримського.
- 12-16 травня 1924 року — VIII конференція КП(б)У. Виступ Еммануїла Квірінга, де він посилався на поширену серед партійців (українців серед них було 33%, а в ЦК КП(б)У — менш ніж 16%) думку, що треба припинити українізацію національних меншин та міського пролетаріату в Україні.
- 1925 рік — видано «Український правопис». Він містив «Найголовніші правила», що їх видала Всеукраїнська академія наук, з деякими додатками Миколи Грунського та Григорія Сабалдиря.
- 1926 рік — Раднарком УРСР видав книжку декретів і директив «Українізація радянських установ» (Декрети, інструкції і матеріяли. — ч.2). Вона містила текст «Положення про забезпечення рівноправності мов і про сприяння розвиткові української культури». Державні службовці повинні були цілком перейти на українську мову або піти з посад.
- 30 березня 1926 року — початок таємного готування «контрукраїнізації»[джерело?]. ГПУ видає документ під назвою «Про українську громадськість» (рос. «Об украинской общественности»), де сказано, що українізацію використовують для організації прибічників націоналізму, носіями українського націоналізму визначено УАПЦ, Всеукраїнську академію наук (ВУАН) і власне всю сферу культури.
- серпень 1926 року — Комісія для впорядкування українського правопису надрукувала проект правопису. Почалося його широке обговорення на всіх територіях проживання українців (видано 5 випусків спеціального додатку до газети Вісті ВУЦВК під назвою «Український правопис: дискусійний бюлетень»).
- 1927 року — видано «Курс історії українського язика. Вступ і фонетика Є. Тимченка» (друге доповнене видання — 1930 рік).
- 19 квітня 1927 року — постанова ЦК КП(б)У «Про підсумки українізації». Проголошено таке: «Тверде та рішуче переведення українізації (в розумінні переведення на українську мову) роботи всіх установ (державних, господарських та ін.) на території України, за винятком районів нацменшостей населення, вимагає обов’язкового знання української мови (як мови більшості населення) всіма службовцями установ.»
- травень-червень 1927 — Всеукраїнська правописна конференція
- 6 вересня 1928 року — нарком освіти Микола Скрипник затвердив «Український правопис», тобто надав йому статус обов'язкового. Правопис надруковано 1929 року, відтоді всі школи й видавництва УРСР зобов'язані були його дотримуватися. Заради єдності української літературної мови, провід НТШ у Львові ухвалив дотримуватися норм нового правопису в Галичині попри незгоду й протести багатьох[яких?] галицьких мовознавців та письменників.
- 1929 року — Арешти інтелігенції та діячів Української Автокефальної Православної Церкви за справою Спілки визволення України (СВУ), що мала дати сигнал до масового наступу на національне відродження в Україні.
- перша половина 1930 року — у першому числі журналу «Прапор марксизму» вміщено статтю Наума Кагановича „Проти «народництва» в мовознавстві (Куди йде українська літературна мова?)“. Стаття започаткувала кампанію проти шкідництва на мовному фронті, що її провадили переважно політики, зокрема Павло Постишев, Володимир Затонський та найактивніший з усіх Андрій Хвиля (Олінтер).
- 7 березня 1930 року — Президія ВУАН прийняла ухвалу про реформу мовних установ. Ліквідовано Інститут української наукової мови та комісії для складання словника живої української мови, історичного словника української мови, етимологічного словника, нормативної граматики української мови, діалектологічну, історії української мови. На їхніх залишках створено Науково-дослідчий інститут мовознавства. Постановою Раднаркому від 1 серпня 1930 року до нього зараховано київську та харківську науково-дослідчі кафедри мовознавства і дніпропетровську мовознавчу секцію. До нового інституту після чисток потрапила лише половина старого складу. Директором новоствореного інституту призначено Г. Ткаченка (перебував на посаді короткий час), потім Наума Кагановича (до 1937 року).
- 6 квітня 1933 року — за наказом нового керівництва Наркомосу УСРР організовано комісію для перевірки роботи на мовному фронті. Голова комісії — Андрій Хвиля, у складі комісії М. Наконечний, Олекса Синявський, Кость Німчинов, Грищенко, Наум Каганович. Завданням комісії було «відкинути штучне відмежування української мови від російської мови у словниках та усунення націоналістичних правил правопису, що орієнтували українську мову на польську, чеську буржуазні культури».
- 26 квітня 1933 року — нарада в ЦК КП(б)У з питань національної політики. Новопризначений Нарком освіти Затонський у доповіді про національну політику партії в школі наголосив, що «падіння числа шкіл російської нацменшости є наслідок перекручення лінії партії, працівники освіти засмічені націоналістичними, класово-ворожими елементами». Він назвав відповідальних за це: «Ці націоналістичні елементи могли так широко провадити свою діяльність тому, що їм допомагали деякі вказівки самого Наркомпросу». Доповіді А. Хвилі на засіданні комісії та на цій нараді стали основою статті «Викорінити, знищити націоналістичне коріння на мовному фронті» в журналі «Більшовик України», що була видана ще й окремою брошурою накладом 60 тисяч примірників. Широкому загалові викладено завдання:
  - припинити негайно видання всіх словників,
  - переглянути словники та всю термінологію,
  - провести уніфікацію технічної термінології з тою термінологією, що є в Радянському Союзі і вживана в тому числі в Україні,
  - переглянути кадри на мовному фронті і вигнати з цього фронту буржуазно-націоналістичні елементи,
  - переглянути український правопис,
  - змінити настанову щодо мовного оформлення УРЕ,
  - видати спеціального документа, який би всі ці питання всебічно охопив і забезпечив цілковитий дальший розвиток української радянської культури на мовному фронті дійсно більшовицькими шляхами.
- 3 травня 1933 року — Колегія НКО прийняла і затвердила ухвалу комісії НКО для перегляду роботи на мовному фронті «Про зміну окремих пунктів офіційного Українського правопису» (SS 54-55, чужомовні І, h, g). Новий правопис прийнято без загального обговорення (було лише кілька заяв Андрія Хвилі). див. Правопис 1933
- друга половина 1933 року — у Харкові видано книжку Андрія Хвилі «Знищити коріння українського націоналізму» з вимогами провести чистку серед мовознавців і в мовознавчих установах; вилучити з ужитку всі праці буржуазних мовознавців у ділянці термінології, лексикографії й синтаксису; переглянути правопис; підготувати нові словники, загальні й термінологічні. Головну хибу попередньої роботи Андрій Хвиля вбачає в тому, що «особливо велику шкідницьку роботу провели українські націоналісти на мовному фронті, намагаючись відірвати розвиток української мови від мови російської».
- червень 1933 року — наприкінці місяця Політбюро ЦК КП(б)У затвердило постанову «Про зміну в українській науковій термінології, граматиці та правопису», подану комісією у складі М. Попова, Станіслав Косіора, Павло Постишева, Володимир Затонського та Андрія Хвилі. Постанову не оприлюднено, текст зберігся лише в архіві.
- 9 липня 1933 року — збори харківського партактиву «Про націоналістичні ухили в лавах партійної організації і про завдання боротьби з ними». Олександра Шумського критиковано за те, що він вимагав підміни більшовицької українізації буржуазно-націоналістичною, а Миколу Скрипника звинувачено в тому, що він докотився до прямих закликів «розвивати національну свідомість». У виступі секретаря ЦК КП(б)У М. Попова є такі пасажі: «Особливо великого значення в боротьбі з буржуазним націоналізмом і українським націоналістичним ухилом набирає питання про мову й правопис. Цьому питанню ЦК КП(б)У надає винятково великого значення. Буржуазні націоналісти, переважно з числа західно-українських емігрантів, особливо широку роботу розгорнули над засміченням української мови й термінології, щоб максимально відірвати українську культуру від російської.»
- лютий 1934 року — видано окремою книжкою «Український правопис (1933)». Склад правописної комісії не названо. У передмові А. Хвилі зазначено: «Основні виправлення стосуються ліквідації усіх правил, що орієнтували українську мову на польську та чеську буржуазні культури, перекручували сучасну українську мову, ставили бар'єр між українською та російською мовами».
- Перша половина 1937 року — газета «Комуніст» почала напади на окремі пункти «Українського правопису» Хвилі.
- 20 квітня 1938 року — ухвалено постанови РНК УРСР і ЦК КП(б)У «Про обов'язкове вивчення російської мови в неросійських школах України» та „Про реорганізацію шкіл на Україні на виконання рішення РНК СРСР і ЦК ВКП(б) «Про обов'язкове вивчення російської мови в школах національних республік та областей»“. У постановах вперше фігурує наказ про обов'язковість викладання російської мови в усіх неросійських школах.
- 8 травня 1938 року — ЦК КП(б)У ухвалив постанову «Про складання нового українського правопису» і розглянув склад Правописьної комісії: Ф. Редько (голова), Микола Грунський (відповідальний секретар), Шматлай, Бойко, Пелипас, Гаврик, Гринштейн. РНК УРСР затвердила постанову та склад комісії 14 травня. Головним завданням правопису проголошено насамперед «ліквідувати націоналістичні перекручення […] українського правопису». Восени 1938 року «Український правопис» (проєкт видання четвертого) надруковано на правах рукопису для обговорення, наклад 350 примірників.
- 1940 рік — надруковано «Російсько-український словник (проект)» за ред. Михайла Калиновича, Миколи Грунського, І. Кириченко. Під час обговорення виникли істотні заперечення засад його побудови. Тому було створено спеціальну комісію для редагування словника під головуванням літературознавця Ф. Редька. До її складу введено й Агатангела Кримського. Під час роботи комісії виявилося, що неможливо узгодити супротивні підходи членів комісії до засад укладання словника. На знак протесту проти схвалених засад А. Кримський вийшов зі складу комісії, зазначивши в заяві (4 травня 1941 рік), що комісія грубо втручається в норми української мови і створює „антинаукового і тенденційно-шкідливого «російсько-російського» словника“.
- 4 березня 1940 року — постанова РНК УРСР «Про реорганізацію початкових і середніх шкіл на території західних областей України». Зокрема наказано: «В школах з неукраїнською мовою навчання запровадити обов'язкове вивчення української і російської мов, а в школах з українською мовою — вивчення російської мови».
- 28 серпня 1943 року — у селищі Помірки під Харковом (зараз частини Шевченківського та Київського районів міста) розглянуто, в основному схвалено й передано на затвердження Наркомові освіти Павлу Тичині проєкт українського правопису Правописної комісії, яку від 1942 року очолив академік Леонід Булаховський. Спроби повернути деякі правила правопису 1928 року були невдалими. Український правопис ще дужче наближено до російського. У засіданні, крім Наркома освіти та членів правописної комісії Леоніда Булаховського, Максима Рильського, брали участь Голова Ради Народних Комісарів УРСР Микита Хрущов, Секретар ЦК КП(б)У Дем'ян Коротченко, Голова Президії Верховної Ради УРСР Михайла Гречуха, Заступник Голови Ради Народних Комісарів УРСР Василь Старченко, Секретар ЦК КП(б)У з пропаганди К. Литвин, генерали та офіцери.
- 5 травня 1945 року — Народний комісар освіти академік Павло Тичина підписав і, отже, надав чинности схваленій 1943 року новій (третій) редакції правопису, що її почали розробляти 1938 року. У правописі 1945 року не відновлено жодного з вилучених правил 1928 року. Перше видання цього правопису вийшло друком 1946 року.
- 1946 рік — постанова Ради Міністрів Радянського Союзу про затвердження українського правопису.
- 1952 рік — у Києві видано «Українсько-англійський словник» Михайла Подвезька (близько 60 000 слів)[2].
- 1955 рік — у Києві видано «Французько-український словник» Олександри Андрієвської та Л. Яворовської (близько 50 000 слів).
- 1958 рік — почато видання двотомного «Польсько-українського словника» за редакцією Лукії Гумецької (близько 100 000 слів). Видання завершене 1960 року.
- 1959 рік — у Києві видано «Німецько-український словник» В. Лещинської та інш. (близько 50 тис. слів).
- 17 квітня 1959 року — сесія Верховної Ради УРСР ухвалила закон «Про зміцнення зв'язку школи з життям і про подальший розвиток системи народної освіти в Українській РСР». Вивчення української мови в школах оголошено необов'язковим. На «вимогу батьків і дітей зменшено кількість шкіл з українською мовою викладання», ігноровано вивчення української мови й літератури в російських школах, скорочено кількість годин викладання української літератури й мови в середніх спеціальних навчальних закладах.

|  | Ст 9. Навчання в школах Української PCP здійснюється рідною мовою учнів. В школу з якою мовою навчання віддавати своїх дітей вирішують батьки. Вивчення однієї з мов народів СРСР, якою не провадиться викладання в даній школі, здійснюється за бажанням батьків і учнів при наявності відповідних контингентів. |

- 1961 рік — набув чинности «Український правопис 1960—1961 р.р. (четверта редакція)», де „українські правила наближено до «Правил російської орфографії та пунктуації», що вийшли друком 1956 р.“ Голова комісії — Леонід Булаховський.
- 1965 рік — згідно з повідомленнями самвидаву, міністр освіти УРСР Юрій Даденков готував республіканську реформу, що передбачала надавати перевагу під час вступу до вищих навчальних закладів абітурієнтам, що добре знають українську мову; викладання всіх суспільних наук перекласти на українську мову; українська мова мала стати мовою діловодства; наукові журнали, підручники й посібники мали друкувати українською мовою тощо. Реформу Ю. Даденкова зупинила «директива з Москви».[джерело?]
- вересень — грудень 1965 року — Іван Дзюба написав книжку «Інтернаціоналізм чи русифікація?». В грудні він передав її Петрові Шелесту та Володимиру Щербицькому разом з листом протесту проти політичних арештів діячів української культури. Книжку розповсюджували самвидавом.
- 1970 рік — наказ Міністерства освіти СРСР про написання і захист усіх дисертацій лише російською мовою[джерело?].
- 1970 рік — Інститут мовознавства імені Олександра Потебні почав видавати одинадцятитомний «Словник української мови» (120 000 слів). Видання завершено 1980 року.
- 1975 рік — нове видання «Кобзаря» Тараса Шевченка.
- 1978 рік — колегія Міносвіти УРСР. Директива «Про вдосконалення вивчення російської мови в українських школах».
- 1983 рік — постанова ЦК КПРС і Ради Міністрів Радянського Союзу «Про поліпшення вивчення російської мови у школах республік». Доплату за російську мову викладання було визначено у 15%.
- 1989 рік — постанова ЦК КПРС «Про єдину офіційну загальнодержавну мову в Радянському Союзі» (російську). Те ж у проєкті «Конституції» Михайла Горбачова.
- 11 лютого 1989 року — установча конференція «Товариства української мови імені Тараса Шевченка», метою якого проголошено «утвердження української мови в усіх ділянках суспільного життя». Статут Товариства надруковано 2 березня в газеті «Літературна Україна».
- 16 лютого 1989 року — у газеті «Літературна Україна» надруковано проєкт Програми «Народного Руху України за перебудову». Він містить вимогу надати «українській мові статус державної мови в УРСР».
- 28 жовтня 1989 року — ухвалено Закон УРСР «Про мови в Українській РСР», що закріплював за українською мовою статус державної в УРСР.
- 14 листопада 1989 року — затверджено «Український правопис 1989 року (п'яту редакцію правопису 1933 р.)», оприлюднено 1990 року. Попри повернення деяких правил правопису 1928 року (найпомітніше — повернення літери ґ), як зазначено в передмові, третє видання є органічним продовженням першого (1946 р.) і другого (1960 р.). Голова Орфографічної комісії АН УРСР — В. Русанівський.
- 1990 рік — Верховна Рада Радянського Союзу ухвалює «Закон про мови народів Радянського Союзу», що закріплював за російською мовою статус офіційної на всій території СРСР.
- 1991 рік–реформа правопису української мови. Написання слів з пів- напів- полу- повернення окремих норм написання 1928 року.